# Carlo Mattioli
Pour les articles homonymes, voir Mattioli.
Carlo Mattioli, né à Modène le 8 mai 1911 et mort à Parme le 12 juillet 1994, est un peintre et graveur italien.

## Biographie
Carlo Mattioli se forme auprès de l'Académie des beaux-arts de Parme et commence son activité artistique dans un style proche de celui de Giorgio Morandi. 
Sa première apparition publique d'importance date de 1940 à la Biennale de Venise et en 1943 a lieu à Florence sa première exposition personnelle grâce à Ottone Rosai.
Au cours des années 1940-1950, Carlo Mattioli se consacre à l'illustration de livres ; cette activité connaît son apogée dans les années 1960, avec des gravures et lithographies : Ragionamenti de Pietro Aretino ; La Chartreuse de Parme et Vanina Vanini de Stendhal, Sonetti de Guido Cavalcanti, Belfagor de Machiavel, Canzoniere de Pétrarque, La Venexiana, comédie théâtrale d'auteur anonyme du XVIe siècle.
En 1964, à la XVe Mostra nazionale de Florence, lui est décerné le Premio del Fiorino. En 1966, il est nommé membre de l'Académie des beaux-arts de Bologne, et en 1968 membre de l'Accademia di San Luca de Rome.

## Œuvres dans les collections publiques
- Charleville-Mézières, musée Arthur-Rimbaud : Illuminations, pastels.
- Parme, Fondation Carlo Mattioli.

## Expositions
- « Mattioli/Caravaggio. The lightful fruit », Milan, Bibliothèque Ambrosienne, du 7 mai au 3 juillet 2022[1].